# Prodorylaimus filiarum
Prodorylaimus filiarum is een rondwormensoort. De wetenschappelijke naam van de soort is voor het eerst geldig gepubliceerd in 1964 door Andrássy.